# Himno del Fútbol Club Barcelona
El Cant del Barça (en castellano, Canto del Barça) es el nombre que recibe el himno oficial del Fútbol Club Barcelona. Fue estrenado en 1974 en el estadio del Camp Nou, con motivo de los actos de celebración del 75 aniversario del club. La letra fue escrita por Jaume Picas y Josep María Espinàs, y la música fue compuesta por Manuel Valls i Gorina. La versión oficial es interpretada por la Coral Sant Jordi. Está íntegramente escrito en lengua catalana.
Ha sido interpretado por cantantes como Joan Manuel Serrat, con motivo de diferentes actos como la conmemoración del centenario del club. Además, la directiva presidida por Joan Laporta (2003-2010) ha incentivado que variados intérpretes y conjuntos musicales lo interpretaran en el estadio del Camp Nou, en los prolegómenos de los partidos de fútbol, versionándolo y adaptándolo a los más variados estilos musicales: pop, rock, rap, samba, hip hop, ska, rumba, j-pop.
El Cant del Barça suena en las instalaciones de FC Barcelona cada vez que los equipos del club disputan un partido, poco antes del inicio del encuentro, y en el momento en que los jugadores saltan al terreno de juego. También suele sonar con motivos festivos y coreado por los aficionados para animar al equipo y festejar las victorias.